# Maladera renardi
Maladera renardi är en skalbaggsart som beskrevs av Ernst Ballion 1870. Maladera renardi ingår i släktet Maladera och familjen Melolonthidae. Inga underarter finns listade i Catalogue of Life.